# Wiesloch
Wiesloch este un oraș din landul Baden-Württemberg, Germania. Se află la o altitudine de 130 m deasupra nivelului mării. Are o suprafață de 30,26 km². Populația este de 27.120 locuitori, determinată în 31 decembrie 2023, prin actualizare statistică[*].